# 미국의 목가
미국의 목가 ( American Pastoral )는 1997년에 출간된 필립 로스의 소설이다.  글 속에서 "스위드" 레보프는 유대계 미국인이며 사업가이자 뉴져지 뉴워크에서 전직 고등학교 스타 선수였다. 레보프의 중상류층의 생활이 갑작스런 정치 사회적 소용돌이로 인해 파괴되었는 데, 이 때는 린든 B. 존슨이 대통령으로 있었던 1960년대였다.  그 당시는 베트남 전쟁 발발로 인해 미국내에서 반전시위가 활발하게 진행되었던 때이다.

## 배경
나단 저커만은 저자 로스의 또 다른 자아이며 글 속의 나레이터이다.  1995년 고등학교 동창 모임에서 저커만은 같은 반 친구였던 제리 레보프로 부터 그의 형인 세이무어 "스위드" 레보프의 이야기를 전해 듣는다.  세이무어의 십대 딸인 메리가 1968년에 미국의 베트남전 참전에 반전운동을 벌이면서 폭탄 테러를 감행하여 인명피해를 주고 도주하였다는 것이다. 그 이후 세이무어는 그 일 때문에 평생 정신적 충격을 받게 되었다.  소설의 나머지 부분은 저커만의 세이무어에 관한 일을 소개하는 것으로 채워진다.

## 번역 출판
- 미국의 목가 1 ( 문학동네, 2014년 5월 12일, 정영목역)[1]

## 같이 보기
- 파스토랄
- 1960년대 반문화